# Aiphanes minima
Espèce
Aiphanes minima est une espèce de palmier, plante de la famille des Arecaceae, originaire des Antilles.

## Synonymes
- Aiphanes acanthophylla (Mart.) Burret
- Aiphanes corallina H. Wendl.
- Aiphanes erosa (Linden) Burret
- Aiphanes luciana L.H. Bailey
- Aiphanes vincentiana L.H. Bailey
- Bactris acanthophylla Mart.
- Bactris erosa Mart.
- Bactris minima Gaertn.
- Curima colophylla O.F. Cook
- Curima corallina (Mart.) O.F. Cook
- Martinezia acanthophylla (Mart.) Becc.
- Martinezia corallina Mart.
- Martinezia erosa Linden

## Description
Petit palmier au tronc fortement épineux.